# بچه را بگیر
بچه را بگیر (به انگلیسی: Catch That Kid) فیلمی محصول سال ۲۰۰۴ و به کارگردانی بارت فرویندلیش است. در این فیلم بازیگرانی همچون کریستن استوارت، کوربین بلو، مکس تیریوت، جنیفر بیلز، سام روباردس، جان کارول لینچ، جیمز لوگرو، میکائل ده بار، استارک سندز، کریستین استابروک، کوین اشمیت و آدری واسیلوسکی ایفای نقش کرده‌اند.

## خلاصه
یک دختر جوان به همراه دو دوستش به بانکی بزرگ دستبرد می زنند تا پول مورد نیاز برای درمان پدر بیمارش را بدست بیاورند...